# Сёмё

Японский монах-буддист.

Пение сёмё (яп. 声明, англ. Shōmyō) — жанр японской буддистской песни, характеризующийся речемузыкальным исполнением священных текстов. Является одной из старейших ныне существующих форм вокала. Наиболее популярен в буддистских школах Тэндай и Сингон.

## Этимология
Иероглиф 声 (яп. «сё, сэй», «коэ», кит. «шэн») означает «звук, речь, голос, пение». Иероглиф 明 (яп. «мё, мэй», «акари, акаруй», кит. «мин») – «пустой, лучезарный, просветленный». Такое обозначение встречалось в музыкальных трактатах, посвященных этому искусству, начиная с XIII века. В них термин сёмё (пустой, лучезарный, просветленный голос) обозначал науку о звуке и слове. При этом, в буддийской литературе употреблялись другие иероглифы (яп. «сё, тонаэру»,  кит. «чан» — провозглашать; яп. «мэй, мё», кит. «мин» — имя, слава), имеющие то же звучание и означающие «возглашение имени Будды». Это подчёркивает принадлежность термина и к миру японской музыкальной культуры, и к миру буддийской культуры одновременно.

## История появления
Буддийская литургическая музыка начала развиваться в Китае во втором веке нашей эры. Китайский буддизм достиг максимального расцвета в эпоху Тан, прежде чем был подавлен в 845 году императором У-цзуном, последователем даосизма.
Буддизм пришёл в Японию из Китая и Кореи в VI веке нашей эры. В течение следующих нескольких сотен лет японские буддисты были в постоянном контакте с китайскими учёными. Кроме того, расположение Японии способствовало вхождению культуры страны во взаимодействие с буддизмом Тхеравады.

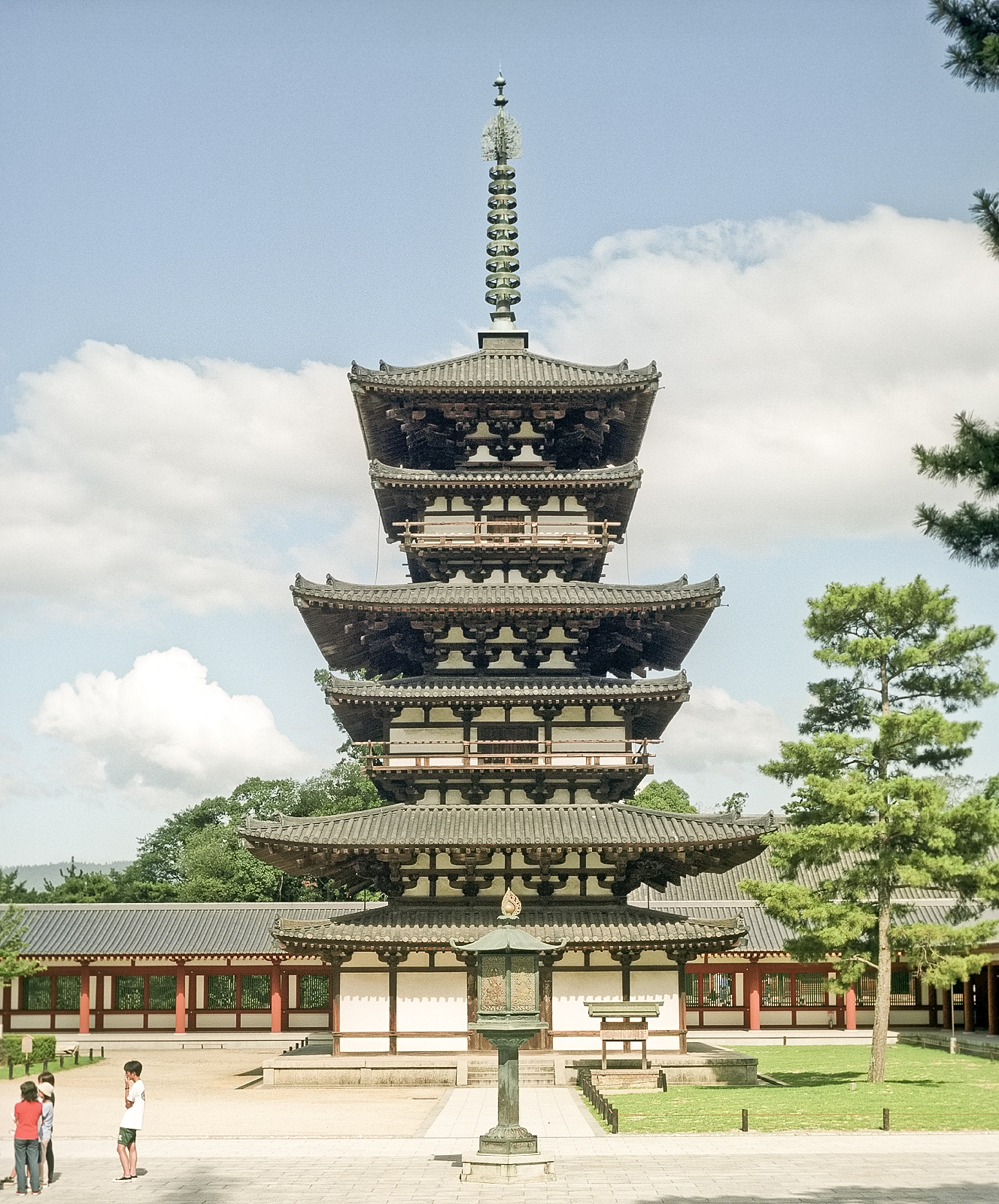
Пагода Якуси-дзи в городе Нара.

В периоды Нара (553-794) и Хэйан (794-1185), когда столицы Японии были соответственно в Наре и Киото, великие аристократические кланы приняли буддизм Махаяны.
Первоначальная форма японского буддизма, как поставщика китайской культуры и идей, включала в себя теорию и практику пения, известную как сёмё.
Считается, что сёмё появился из ведического пения в Индии, но актуальная теория нот, гамм, мелодий и ритмов считается, скорее, китайской, а не индийской. Сёмё исполняется на нескольких языках, отражая своё происхождение в Индии (бонсан – песни сёмё на санскрите) и свой путь через Корею и Китай (кансан – китайский литературный) в Японию (васан), где впоследствии он быстро получил распространение и адаптировался под местные музыкальные стили.
Появившийся в Японии сёмё развивался благодаря миссиям в Китай, которые завершились в 894 году (Японские миссии в Тан Китай): японский сёмё затем оторвался от китайской модели и пережил собственную эволюцию.
В 752 году была проведена инаугурация Большого Будды Нары, которая состояла в частности из буддийских песен гагаку и бугаку. Порядок буддийского поклонения в нынешнем виде, скорее всего, был зафиксирован именно в восьмом веке.
Культ буддийской династии Тан был введён двумя новыми школами: Тэндай и Сингон. Отцом литургического пения Тэндай считается Эннин, прошедший обучение в нескольких китайских буддийских центрах в IX веке.
Начиная с десятого века, сёмё развивалось по-разному, в зависимости от школы. В течение двух столетий продолжалась борьба школ за власть, в то время как школы сёмё приумножались. Направление пережило период застоя в XIV веке, с появлением военной мощи. Во время реставрации Мэйдзи начинают появляться гимны и песни под влиянием Запада.
Кукай (774-835), основатель японской буддийской школы Сингон, объясняет природу сёмё:
“Когда все вещи в этом мире, имеющие собственный голос, начинают резонировать вместе, сохраняя каждая свои особенности, сливаясь в единый звук, это максимально приближено к голосу Будды”.
(перевод, цит. из Toshiro Kido. Cfr. Philippe Cornu. Dizionario del Buddhismo. Milano, Bruno Mondadori, 2003, pagg. 519-20).

## Особенности исполнения

Пять способов построения пентатонического аккорда.

В сёмё, как и в гагаку, используется пентатоника – лад, состоящий из 5 нот, находящихся в пределах одной октавы.
Существует два стиля сёмё: ryokyoku и rikkyoku. Японские буддистские школы Тэндай и Сингон практикуют оба из них. Ryokyoku характеризуют как «сложный для понимания», по сравнению с rikkyoku, который относительно легко понять и запомнить.

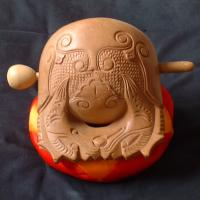
Инструмент "деревянная рыба", которым иногда сопровождается сёмё.

Сёмё – стиль горлового пения тибетского буддизма. Во время обертонного пения (горлового пения) основной тон задается голосовыми связками, а, отражаясь от разных участков-резонаторов (хрящей, костей, полостей), звук обогащается дополнительными тонами. Обертоны слабее основного тона, поэтому их сложно услышать, но, вслушавшись, можно распознать разные по высоте звуки, включенные в тембр голоса артиста. Умелое управление мышцами губ, языка и челюсти усиливают обертоны. Слушая обертонное пение, мы слышим два или более звуков одновременно. Обертоны особо ярко выражены в горловом пении, наиболее распространенном среди народов Сибири, Монголии, Центральной Азии, Тибета, Южной Африки и некоторых других.
Как и во многих религиозных традициях, исполнение сёмё происходит в сакральном пространстве, в данном случае, в храме, после вступительной фразы солиста. Обычно он же задаёт тон исполнения, по которому выравнивают звучание все монахи.
Пения сёмё могут сопровождаться двумя инструментами: mokugyo (мокугё – "деревянная рыба") и uchiwa-daiko (утива-дайко). Последний представляет собой одноголовый барабан на деревянной ручке.
Музыка состоит из серии паттернов, относящихся к двум разным китайским шкалам: рицу и рио (ritsu and ryo scales), каждая из которых имеет пять основных и два вспомогательных звука. Пение сёмё может быть силлабическим и мелизматическим, а его ритм более или менее строгим или свободным. Обычно пение начинается медленно, а затем наращивает ритм.

## Другие жанры японской национальной музыки
Японский фольклор прошёл несколько этапов развития. От музыки с мистическим и магическим характерами до конфуцианских и буддийских песнопений. Традиционная японская музыка часто сопровождается театральными представлениями и обрядовыми действами.
Если сёмё и гагаку берут корни из древности, такие музыкальные жанры, как «ясуги буси» и «энка», вошли в культуру уже в конце Нового времени и середине Новейшего.
Ясуги буси  – один из самых популярных и распространённых в Японии жанров народной музыки, возникший в 50-е годы XIX века в период Эдо (1603-1867). Его родиной считают город Ясуги. Основной тематикой жанра считают главные местные исторические события и мифологические сказания о богах.
Энка – жанр японской песни, который появился в послевоенный период. Это своеобразный микс японских народных инструментов и джазовой или блюзовой музыки. Сочетает в себе японскую пентатонику (Yo scale) и европейский минор.